# Спиперон
Спиперон (также известный как Спироперидол; торговое название: Спиропитан (Япония)) — это типичный антипсихотик и исследовательское вещество, принадлежащее к классу производных бутирофенона (подобно галоперидолу, дроперидолу). Спиперон лицензирован для клинического применения в Японии в качестве средства лечения шизофрении. Кроме того, спиперон, как оказалось, является активатором кальций-активированных хлорных ионных каналов, что делает его перспективным кандидатом для лечения кистозного фиброза.
| Рецептор | Ki (nM) | Заметки |
| -------- | ------- | --- |
| 5-HT1A   | 17.3    | |
| 5-HT1B   | 995     | |
| 5-HT1D   | 2397    | |
| 5-HT1E   | 5051    | |
| 5-HT1F   | 3.98    | |
| 5-HT2A   | 1.17    | |
| 5-HT2B   | 1114.2  | |
| 5-HT2C   | 922.9   | |
| 5-HT3    | >10000  | Нет данных о связывании с человеческими клонированными рецепторами; данные получены на рецепторах из коры больших полушарий крысы. |
| 5-HT5A   | 2512    | Клонированный мышиный рецептор. |
| 5-HT6    | 1590    | Клонированный крысиный рецептор.                                                                                                   |
| 5-HT7    | 109.8   | |
| α1A      | 20.4    | |
| α1B      | 3.09    | |
| α1D      | 8.32    | |
| D1       | 398.5   | |
| D2       | 0.16    | |
| D3       | 0.34    | |
| D4       | 1.39    | |
| D5       | 4500    | |
| H1       | 272     | |
| σ        | 353     | |

N-метилспиперон (NMSP) - это метилированное производное, которое используется для изучения функции дофаминовой и серотониновой нейротрансмиттерных систем.
Меченый радиоактивным углеродом-11 (11C) N-метилспиперон может быть использован для ПЭТ.